# Црни лемур
Црни лемур (лат. Eulemur macaco) је врста полумајмуна из породице лемура (Lemuridae).

## Таксономија
До 2008. веровало се да црни лемур има две подврсте, Eulemur macaco macaco и Eulemur macaco flavifrons, међутим обе подврсте су 2008. признате као посебне врсте Eulemur macaco и Eulemur flavifrons. Најзначајнија разлика између две врсте је боја очију; плавооки црни лемур (Eulemur flavifrons) има плаве очи и једини је примат поред човека који има плаве очи, док црни лемур (Eulemur macaco) има смеђе или наранџасте очи, али и чуперке на ушима, које плавооки црни лемур нема.

## Распрострањење
Ареал врсте је ограничен на северозапад државе Мадагаскар.

## Станиште
Црни лемур живи у шумским и речним екосистемима.

## Начин живота
Женка обично окоти по једно младунче.

## Угроженост
Ова врста се сматра рањивом у погледу угрожености врсте од изумирања.

## Галерија
- Мужијак црног лемура у Локобе резервату, Носи Бе
- Женка црног лемура у Локобе резервату, Носи Бе